# SSX (2012)
SSX är ett spel i SSX-spelserien som släpptes under 2012. Det är det första spelet i serien sedan SSX On Tour (2005) och det första att släppas för den sjunde generationens konsoler. Spelet hade från början arbetstiteln SSX: Deadly Descent, men detta byttes senare till SSX.

## Mottagande
SSX mottog för det mesta positiv kritik. På hemsidan Metacritic där recensioner sammanställs har Playstation 3-versionen 81 av 100 poäng och Xbox 360-versionen 82 av 100. Robert Johansson från Eurogamer gav spelet 7 av 10 i betyg och skrev att SSX är "ett mycket välproducerat spel på ytan", men tyckte också att det är "något av en besvikelse", främst på grund av avsaknaden av lokalt flerspelarläge. Tomas Nilsson från FZ gav spelet 4 av 5 i betyg och skrev att det är "ett fantastiskt snowboardspel, både genomtänkt, massivt, vackert och underhållande i oändlighet".